# Megaselia durskae
Megaselia durskae är en tvåvingeart som beskrevs av Ronald Henry Lambert Disney 1989. Megaselia durskae ingår i släktet Megaselia och familjen puckelflugor.
Artens utbredningsområde är Frankrike. Inga underarter finns listade i Catalogue of Life.